# Scone (stacja kolejowa)
Scone – stacja kolejowa w miejscowości Scone, w regionie Hunter, w stanie Nowa Południowa Walia, w Australii. Otwarcie stacji nastąpiło 17 kwietnia 1871 roku.

## Usługi
Scone jest punktem wyjściowym dla pociągów linii Hunter NSW TrainLink z Hamilton (Newcastle) i przystankiem dla pociągów Xplorer. Istnieją trzy lokalne połączenia do/z Hamilton w dni powszednie i dwa w weekendy. Codziennie istnieje połączenie Xplorer w kierunku północnym do Armidale i Moree i połączeniem do Sydney.
Stacja posiada jeden peron i nie jest wyposażone w żadne kasy i automaty biletowe. Bilety można zakupić w lokalnym domu kultury. Usługi linii Hunter zostały wprowadzone przez CityRail we wrześniu 1990 r.